# Huanglong
För andra betydelser, se Huanglong (olika betydelser).
Huanglong (på kinesiska: 黃龍) är ett naturhistoriskt intressant område i Songpans härad i nordvästra Sichuan, Kina. Det ligger i södra delen av bergskedjan Min Shan, 150 km nordväst om provinshuvudstaden Chengdu. Området är känt för sina färggranna sjöar formade av kalkspatsavlagringar. Här lever flera utrotningshotade djurarter, bland annat jättepandor.
1992 sattes Huanglongs naturhistoriska intresseområde upp på Unescos Världsarvslista som naturarv.

## Galleri

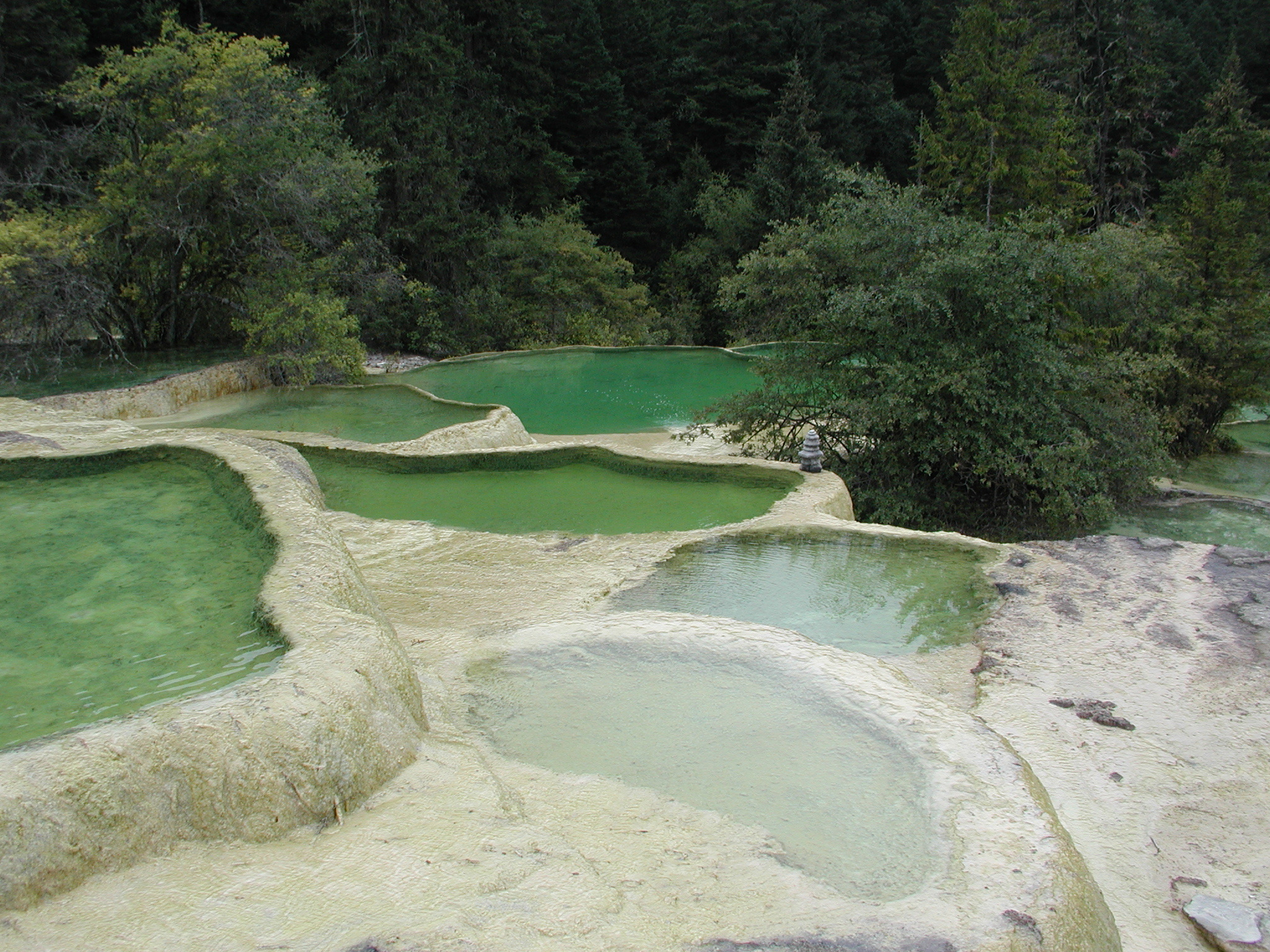
Kalkstensdammar i Huanglong.
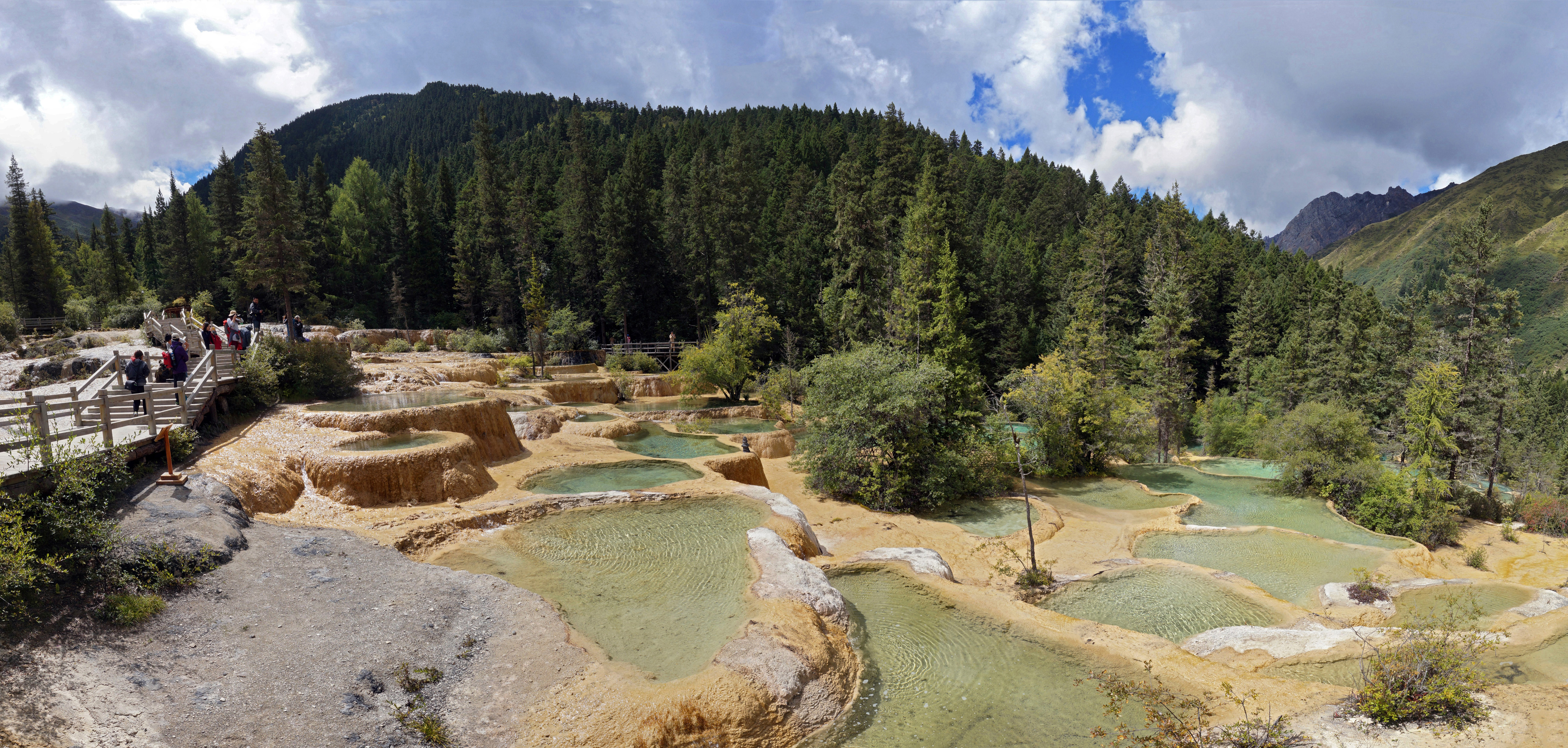
Välkomstpoolen (迎宾池).
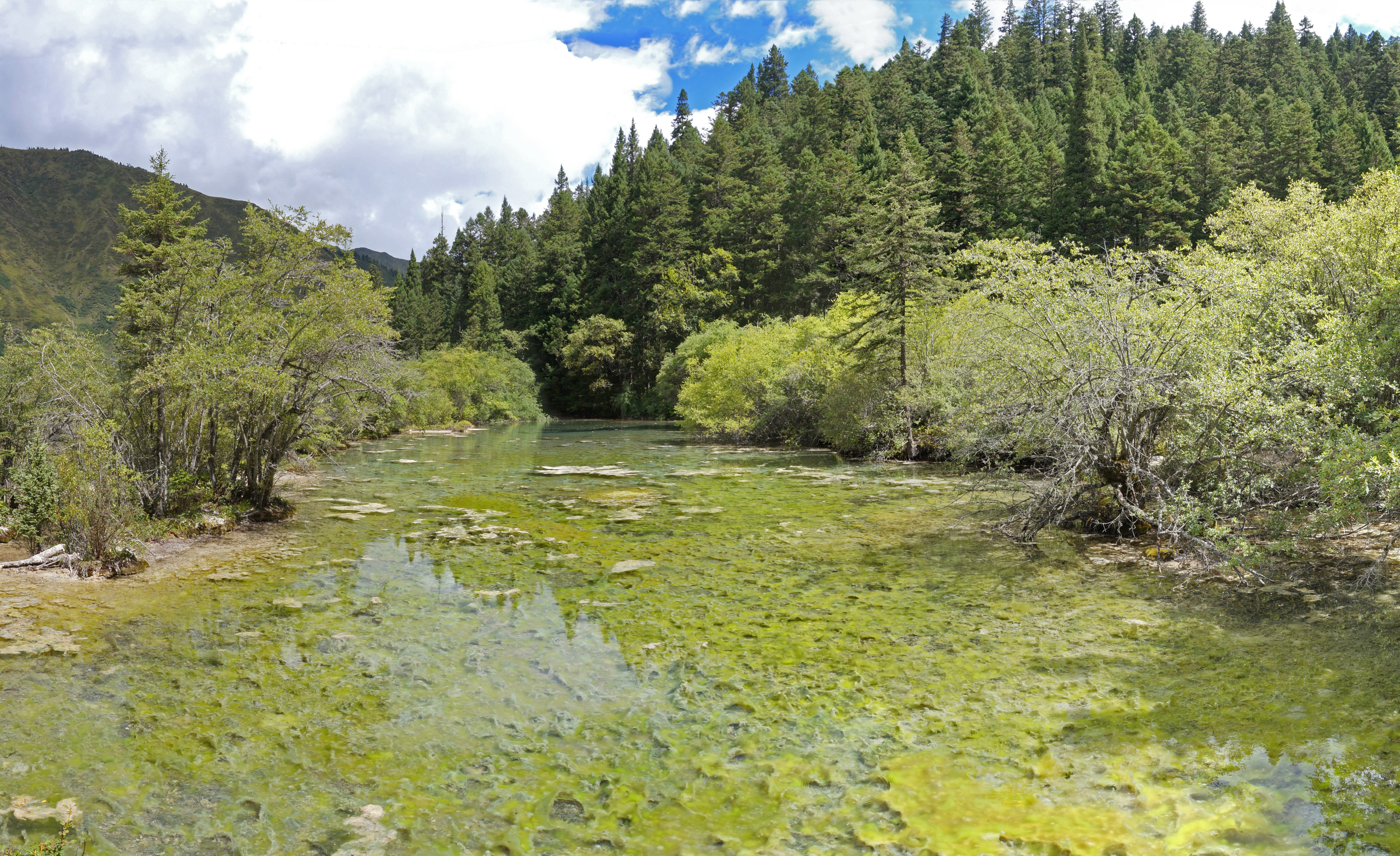
Lianyanpoolen(瀲灩湖).
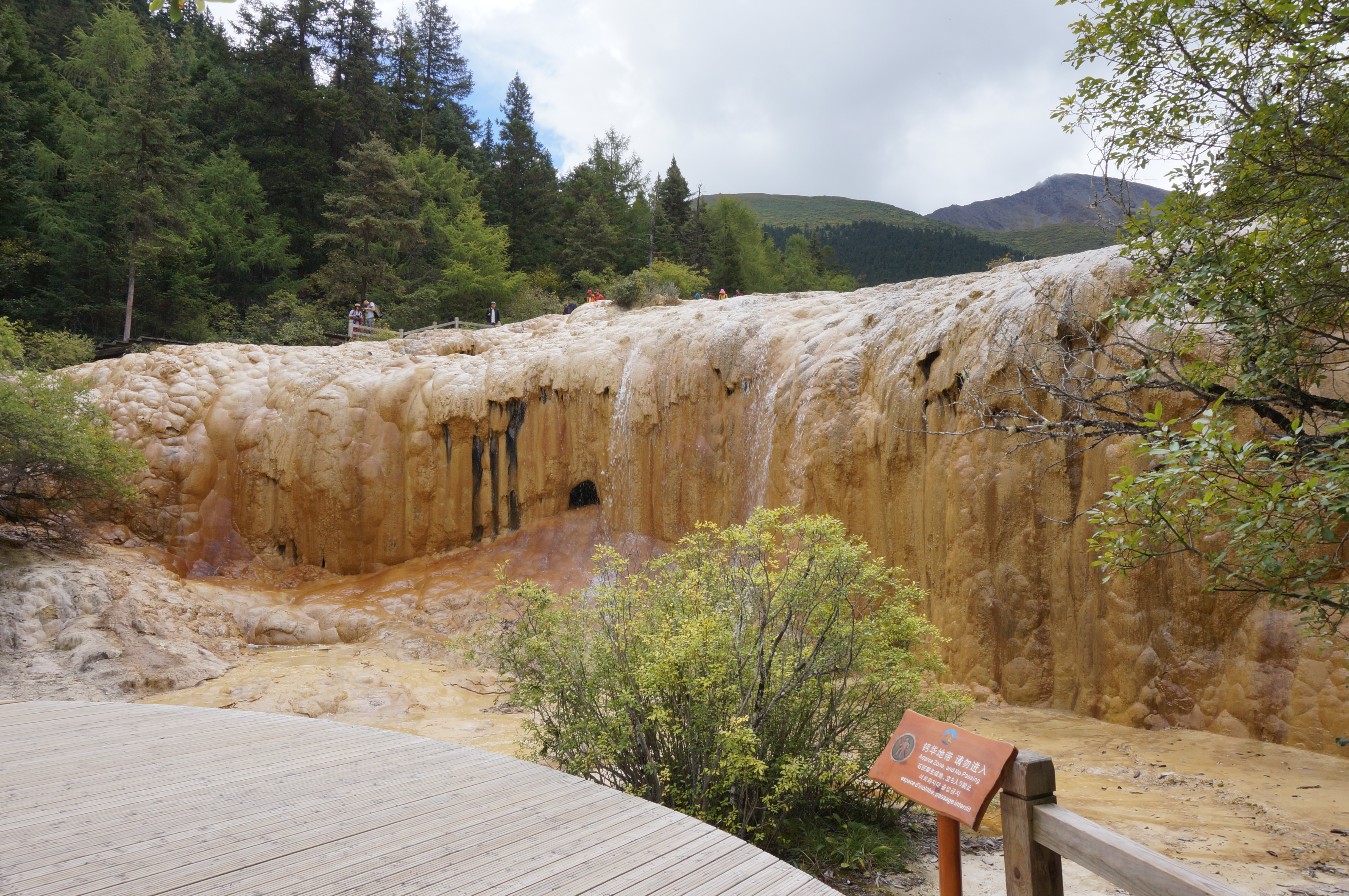
Rengöringsgrottan (洗身洞).
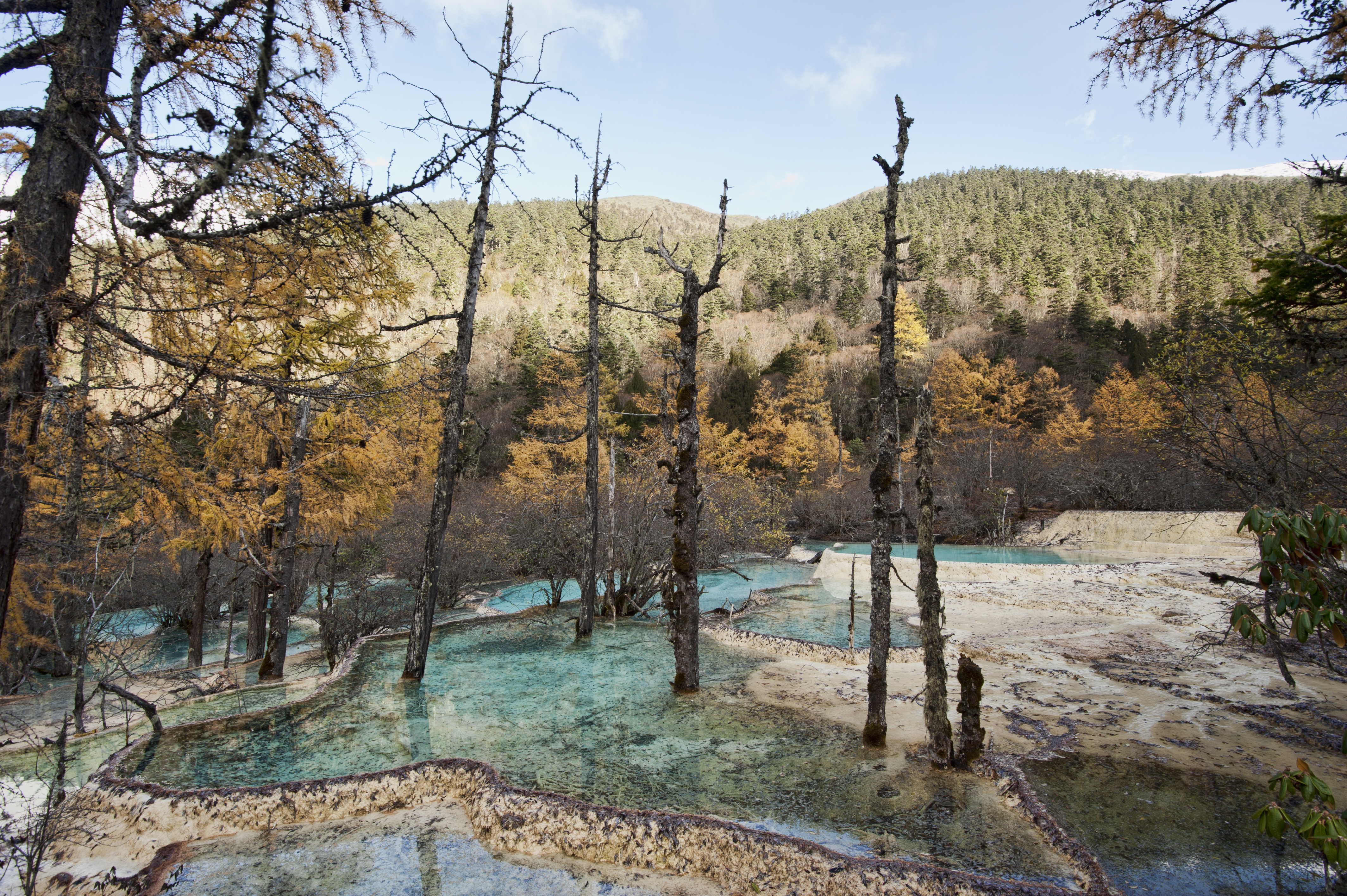
Bonsaipoolen (盆景池).
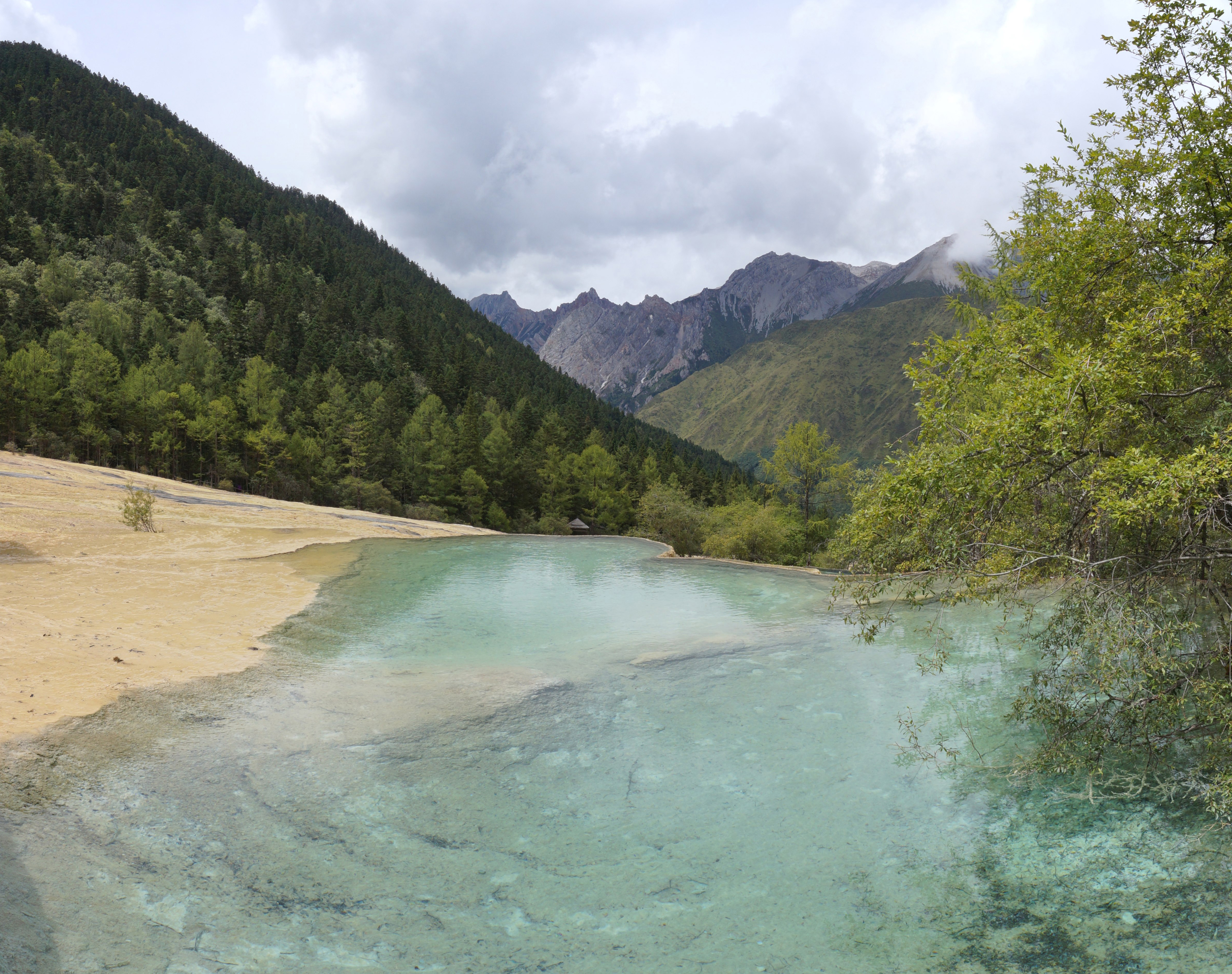
Spegelpoolen (明鏡倒映池).